# Нова-Игуасу-ди-Гояс
Нова-Игуасу-ди-Гояс (порт. Nova Iguaçu de Goiás) — муниципалитет в Бразилии, входит в штат Гояс. Составная часть мезорегиона Север штата Гойяс. Входит в экономико-статистический микрорегион Порангату. Население составляет 2302 человека на 2006 год. Занимает площадь 628,441 км². Плотность населения — 3,7 чел./км².

## Статистика
- Валовой внутренний продукт на 2003 год составляет 13 616 841,00 реалов (данные: Бразильский институт географии и статистики).
- Валовой внутренний продукт на душу населения на 2003 год составляет 5433,70 реала (данные: Бразильский институт географии и статистики).
- Индекс развития человеческого потенциала на 2000 год составляет 0,723 (данные: Программа развития ООН).